# Yannick Cotter
Yannick Cotter (Sion, 3 de enero de 2002) es un futbolista suizo que juega como delantero.

## Trayectoria

### F. C. Sion
Es un producto del F. C. Sion. En la temporada 2018-19, marcó 11 goles en 26 con la selección sub-18. Con 17 años, jugó con el Sion sub-21 en la Promotion League. A principios de diciembre de 2019, con solo 17 años, comenzó a entrenar con el primer equipo.
Debutó de forma oficial y profesional el 8 de diciembre de 2019, contra el F. C. Basilea en la Superliga de Suiza; Cotter empezó en el banquillo y sustituyó a Seydou Doumbia en el minuto 59. También entró desde el banquillo en el siguiente partido de liga contra el Neuchâtel Xamax FC.

### Juventus de Turín "B"
A principios de enero de 2020, fue vendido oficialmente al equipo italiano Juventus de Turín. Al parecer, firmó un contrato hasta junio de 2024 y fue vendido por una cantidad cercana a los 4.9 millones de euros. Permaneció en el F. C. Sion en calidad de cedido durante el resto de la temporada. Sin embargo, debido a la suspensión del fútbol en Suiza durante la pandemia de COVID-19, no disputó ningún partido oficial con el club durante su cesión.
Tras regresar a la Juventus en julio de 2020, fue inscrito en el equipo sub-19 del club para la temporada 2020-21. Jugó 171 minutos, repartidos en 12 partidos de liga, y marcó dos goles en el Campionato Primavera 1. Durante un entrenamiento en junio de 2021, sufrió una lesión del ligamento cruzado anterior, que le mantuvo de baja durante unos ocho meses. Volvió a entrenar con la Juventus de Turín "B" -el equipo de reserva de la Juventus- en abril de 2022.

## Estadísticas

### Clubes
Actualizado al último partido disputado el 15 de diciembre de 2019.
| Club                           | Div.          | Temporada     | Liga  | Liga  | Copas nacionales | Copas nacionales | Copas internacionales | Copas internacionales | Total | Total |
| Club                           | Div.          | Temporada     | Part. | Goles | Part.            | Goles            | Part.                 | Goles                 | Part. | Goles |
| ------------------------------ | ------------- | ------------- | ----- | ----- | ---------------- | ---------------- | --------------------- | --------------------- | ----- | ----- |
| F. C. Sion · Suiza             | 1.ª           | 2019-20       | 2     | 0     | 0                | 0                | —                     | —                     | 2     | 0     |
| F. C. Sion · Suiza             | Total club    | Total club    | 2     | 0     | 0                | 0                | 0                     | 0                     | 2     | 0     |
| Juventus de Turín "B" · Italia | 3.ª           | 2022-23       | 0     | 0     | 0                | 0                | —                     | —                     | 0     | 0     |
| Juventus de Turín "B" · Italia | Total club    | Total club    | 0     | 0     | 0                | 0                | 0                     | 0                     | 0     | 0     |
| Total carrera                  | Total carrera | Total carrera | 2     | 0     | 0                | 0                | 0                     | 0                     | 2     | 0     |